# Quanto sei bella Roma (canta se la vuoi cantà)
Quanto sei bella Roma (canta se la vuoi cantà) (conosciuta anche come  Canta se la vuoi cantar e “Gira se la voi girà, canta se la voi cantà”) è una canzone popolare italiana composta  nel 1934 da Cesare Andrea Bixio, Enzo Bonagura, Ferrante Alvaro De Torres e interpretata inizialmente da Carlo Buti.
Negli anni '30, di pari passo con la crescente "romanizzazione" della cultura fascista, c'era stato un vero e proprio boom della canzone romana. Nel 1934 usciva anche Signora Fortuna e l'anno successivo Chitarra romana.
Una versione molto celebre di questo brano è quella interpretata da Anna Magnani nel film del 1946 Abbasso la ricchezza!.

## Interpreti
- 1934, Carlo Buti
- 1955, Claudio Villa, album omonimo (Vis Radio, Vi.M.T. 24016)
- Alberto Rabagliati
- Nancy Cuomo
- Luciano Tajoli
- 1974, I Vianella con il titolo Canta si la voi cantà (Gira se la voi girà) nella raccolta Quanto sei Vianella... Roma (Ariston, AR 12132)
- Rosanna Fratello
- 1970, Gabriella Ferri nella sua raccolta ...Lassatece passà
- 1972, Lando Fiorini, nella raccolta Una voce una città del 1986 (Targa, AORL 48837)